# Endòfit
Un endòfit és un endosimbiont, sovint un bacteri o un fong, que viu a l'interior d'una planta com a mínim durant una part de la seva vida sense causar una malaltia aparent. Els endòfits es troben a tot arreu i s'han trobat en totes les espècies de plantes estudiades fins a la data; tanmateix, gran part de les relacions endòfit/planta no estan prou clares. Molts farratges importants com per exemple Festuca spp., Lolium spp.) porten endòfits fúngics (Neotyphodium spp.) els quals poden millorar la capacitat d'aquestes plantes herbàcies per tolerar els estrèssos abiòtics com són la secada, i també millorar la seva resistència als insectes i mamífers herbívors.

## Transmissió
Els endòfits es poden transmetre o bé verticalment (directament de la descendència) o horitzontalment (entre individus no relacionats).

## Ús
L'ampli rang que produeixen els endòfits s'ha demostrat que combaten patògens i fins i tot els càncers en animals incloent els humans. Un endòfit amb beneficis mèdics descobert per Gary Strobel és Pestalotiopsis microspora, que és un fong endòfit d'un teix de l'Himàlaia Taxus wallachiana que produeix taxol. També s'investiguen els endòfits per produir biocombustible i la resistència als paràsits en les plantes.